# The Resistance Tour
A The Resistance Tour foi uma turnê mundial da banda inglesa de rock Muse, para apoiar o lançamento do seu quinto álbum de estúdio The Resistance. A primeira parte na Europa começou em 22 de outubro de 2009 e terminou em 4 de dezembro de 2009, com 30 shows nesta parte. A segunda parte, que começou em 7 de janeiro de 2010, que teve 13 shows, sete deles na Australásia. A parte norte-americana da turnê teve 26 shows no começo de 2010. Nove shows em estádios foram anunciados para a Europa no começo de 2010, sendo dois deles no Wembley Stadium. Depois veio mais uma visita a América do Norte, que ocorreu entre setembro e novembro de 2010, e em dezembro do mesmo ano a banda foi para a Austrália. Em 2011, o Muse fez sua segunda passagem pelo Brasil como banda de abertura para o grupo irlandês U2 com três shows em São Paulo. Em maio de 2011 aconteceram duas apresentações na Rússia e uma na Ucrânia, além dos festivais Outside Lands Music and Arts nos Estados Unidos e no Reading e Leeds na Inglaterra que encerraram a turnê. Ao fim de 2010, foi ranqueada pela Pollstar como a 13ª turnê mais lucrativa daquele ano, arrecadando mais de US$ 76 milhões de dólares.

## Bastidores
A turnê promocional foi anunciado pelo Muse em março de 2009 quando foi dito no site oficial da banda: "Nós estamos alegres em contar que o Muse estará fazendo nova turnê pelo Reino Unido, Europa e América do Norte". Em junho de 2009, a banda confirmou as datas da abertura da turnê na Europa como primeira parte da "The Resistance Tour", que eles anunciaram que teria 30 shows. Ingressos para o show no Reino Unido, Suécia e França começaram a serem vendidos em 5 de junho, enquanto a dos outros países europeus começou em 11 de junho (Holanda) e 17 de junho (Espanha). Os ingressos para o show na Inglaterra, tanto de pré-venda como venda aberta, foram esgotados em pouco tempo. Em 22 de setembro de 2009, foi anunciado mais ingressos para os concertos na Europa para suprir a demanda.

### Shows de aquecimento
Em 18 de agosto de 2009, dois shows chamados "A Seaside Rendezvous" foram confirmados para 4 e 5 setembro. Esses shows foram os primeiros da banda em sua cidade natal, Teignmouth, Devon, em mais de 10 anos, assim como o primeiro show no V Festival desde agosto de 2008 e desde que a banda terminou a gravação de The Resistance. Os shows mostraram várias canções inéditas do novo álbum, como o single "Uprising", e as canções "Undisclosed Desires" e "Resistance".
A banda também se apresentou em locais pequenos pela Europa, antes de se juntar a banda irlandesa U2 para um série de shows na América do Norte na 360° Tour entre setembro e outubro de 2009, e pela América do Sul entre março e abril de 2011.
| Número                    | Data                   | Cidade          | País           | Local                 |
| ------------------------- | ---------------------- | --------------- | -------------- | --------------------- |
| A Seaside Rendezvous      |                        |                 |                |                       |
| 1                         | 4 de setembro de 2009  | Teignmouth      | Inglaterra     | The Den               |
| 2                         | 5 de setembro de 2009  | Teignmouth      | Inglaterra     | The Den               |
| Primeiros shows na Europa |                        |                 |                |                       |
| 3                         | 7 de setembro de 2009  | Berlim          | Alemanha       | Admiralspalast        |
| 4                         | 8 de setembro de 2009  | Paris           | França         | Théâtre du Châtelet   |
| U2 360° Tour              |                        |                 |                |                       |
| 1                         | 24 de setembro de 2009 | East Rutherford | Estados Unidos | Giants Stadium        |
| 2                         | 25 de setembro de 2009 | East Rutherford | Estados Unidos | Giants Stadium        |
| 3                         | 29 de setembro de 2009 | Landover        | Estados Unidos | FedExField            |
| 4                         | 1 de outubro de 2009   | Charlottesville | Estados Unidos | Scott Stadium         |
| 5                         | 3 de outubro de 2009   | Raleigh         | Estados Unidos | Carter-Finley Stadium |
| 6                         | 6 de outubro de 2009   | Atlanta         | Estados Unidos | Georgia Dome          |
| 7                         | 9 de outubro de 2009   | Tampa           | Estados Unidos | Raymond James Stadium |
| 8                         | 12 de outubro de 2009  | Arlington       | Estados Unidos | Cowboys Stadium       |
| 9                         | 14 de outubro de 2009  | Houston         | Estados Unidos | Reliant Stadium       |

## Detalhes da turnê

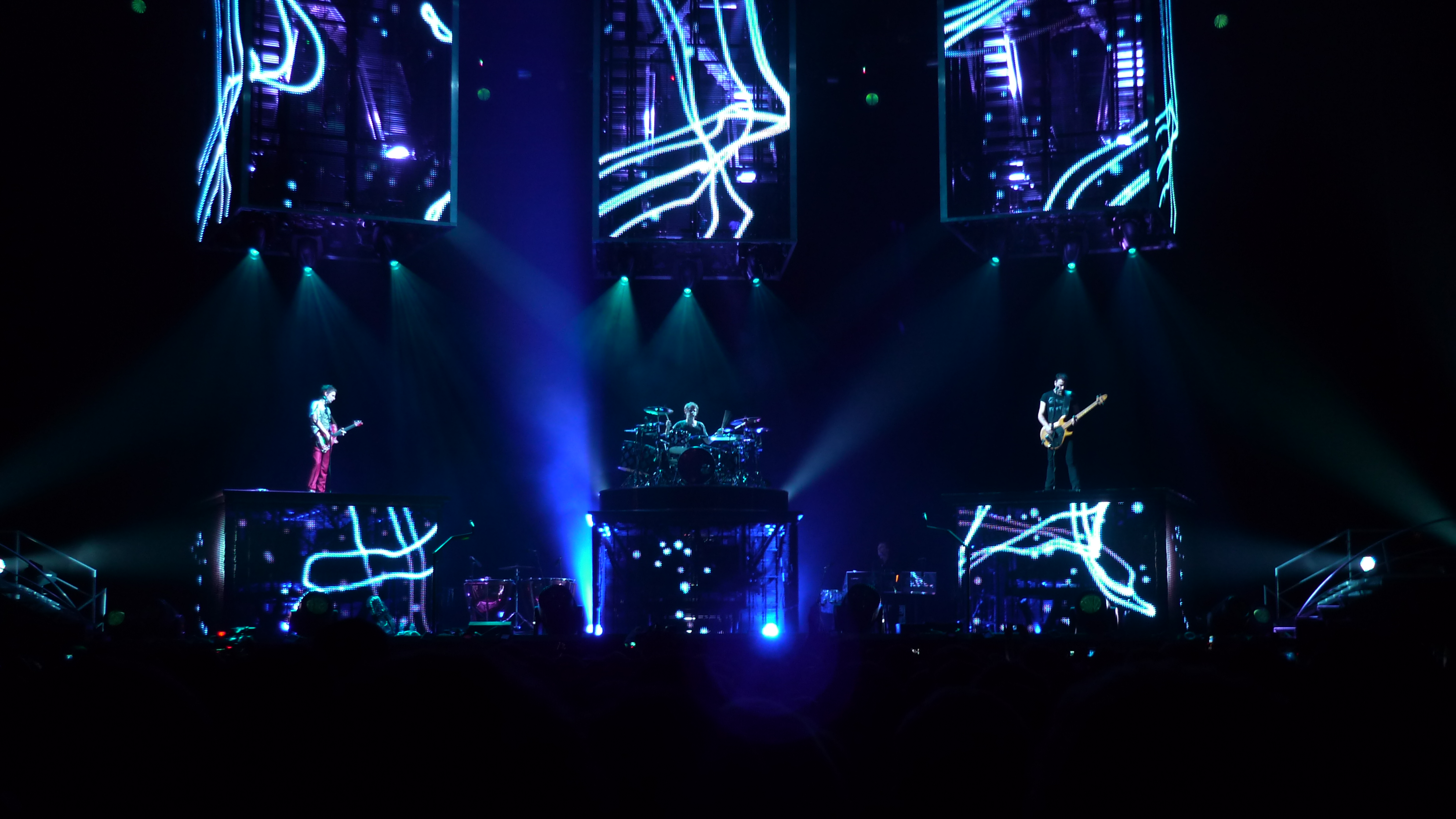
Muse se apresentando no Zénith de Toulouse, durante a The Resistance Tour em 2009.

Falando sobre a turnê para a revista NME, muse falou que "nós estamos preparando um palco diferente e legal com uma produção que irá 'envolver' nossos fãs", sugerindo que o palco seria montado no meio da arena, com os espectadores cercando a banda, técnica usaba pela primeira vez pela banda de prog-rock Yes em 1978. Em 22 de julho, por meio do seu Twitter, revelou que a banda estava "trabalhando no design do palco". Em setembro de 2009, a BBC citou o baterista da banda Dominic Howard falando que "seriam três pilares se movendo pra cima e pra baixo", e completou dizendo que seria "impressionante". O site musical Drowned in Sound também falou com Howard, publicando o seguinte quote:
| “ | Haverá muito bom uso de telas de video. Nós vamos ficar movendo grandes estruturas LED, então todos nós estaremos nos movendo pra cima e para baixo em níveis diferentes e tocando bem alto, o que é algo que nunca tinhamos feito. Nós vamos ficar tocando nessas pilástras enormes (risos). Pilastras individuais, que se mexem. São como torres gigantes e há três delas com telas de video. [...] Acho que faremos alguns shows onde os fãs estaram ao nosso redor enquanto tocamos. Não no meio da arena mas nós projetamos o palco para que o público fique próximo a nós. Todos teram uma excelente visão para ver o show todo. Nós vamos ficar tipo girando e coisas do tipo. [...] A maioria das idéias foram descartadas por questões de saúde e segurança pois nós começamos bem mais ambiciosos mas tivemos que voltar atrás, porém nós vamos ir até o limite da lei. | ” |

## Datas da turnê

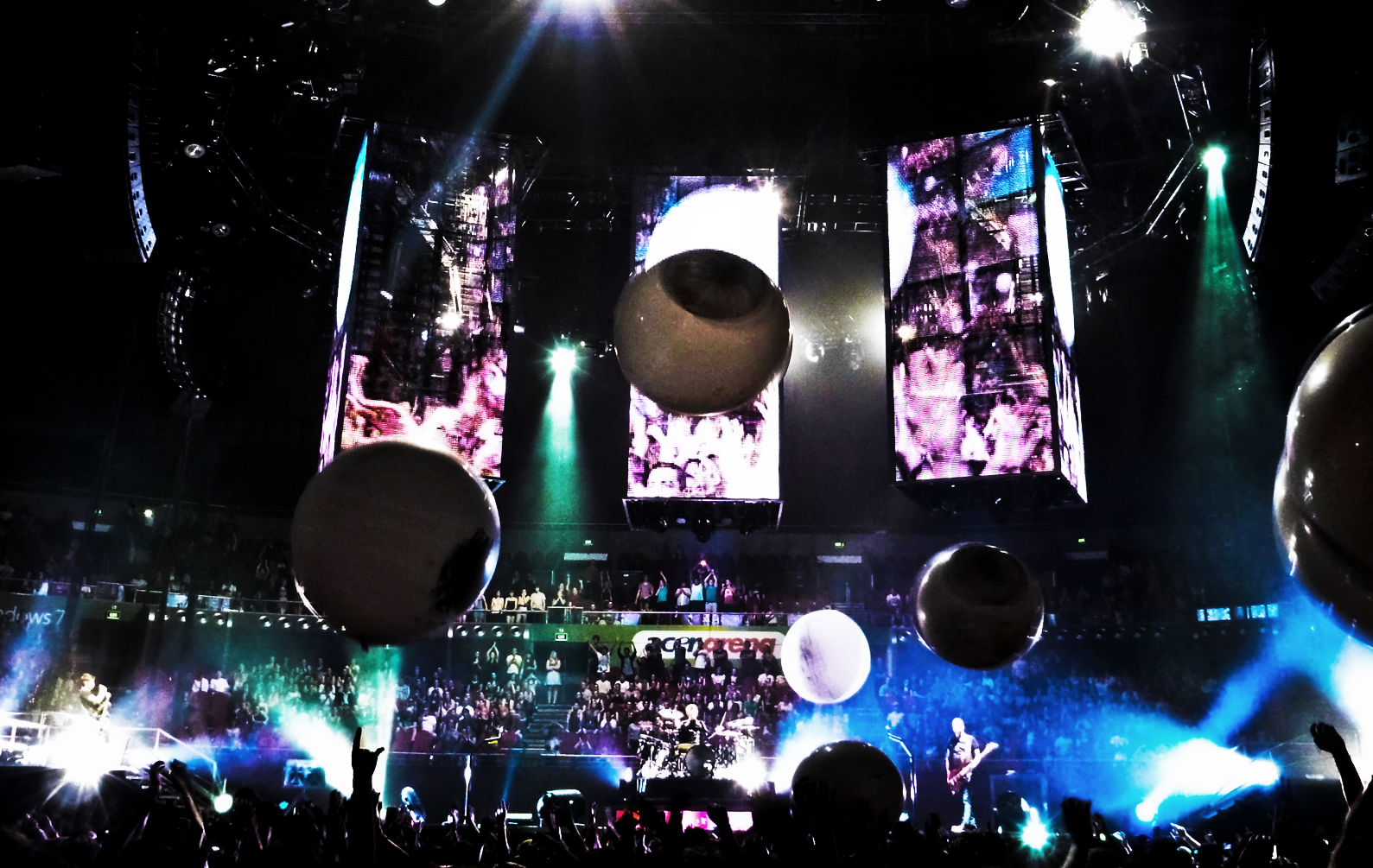
Muse se apresentando em Sydney, Austrália, em 9 de dezembro de 2010.